# Glückliche Reise – Kanada
Glückliche Reise – Kanada ist ein deutscher Fernsehfilm von Peter Weissflog. Die Produktion des zwölften Teils der Fernsehreihe Glückliche Reise erfolgte im August 1992 in Toronto, an den Niagarafällen und auf der „Anchor Island“ in Whitney, Kanada. Der Film hatte seine Premiere am 16. Januar 1993 auf ProSieben.

## Besetzung
Die Flugzeugbesatzung besteht aus Kapitän Viktor Nemetz (Juraj Kukura), seinem Co-Piloten Rolf Erhardt (Volker Brandt) sowie den Stewardessen Verena Bernsdorf (Anja Kruse), Sabine Möhl (Alexa Wiegandt) und Martina Mikorey (Dana Geissler). Die Reiseleiter Sylvia Baretti und Andreas von Romberg werden von Conny Glogger und Thomas Fritsch gegeben. Als Gastdarsteller sind Diana Körner, Reiner Schöne, Raimund Harmstorf, Hans Georg Panczak und Rose Stella zu sehen.

## Handlung
Die Brüder Reinhold und Jörg Wismar möchten eine Trekking-Tour durch Kanadas Wildnis unternehmen und freuen sich sehr darüber, dass die Stewardessen Sabine und Martina spontan bereit sind, sie zu begleiten. Reinhold möchte seinem eher ängstlichen Bruder bei dieser Gelegenheit zeigen, dass er ein ganz harter Kerl ist. Allerdings verläuft die Tour für ihn alles andere als glücklich. Zuerst muss die kleine Gruppe das defekte Geländefahrzeug aufgeben und auf dem anschließenden Marsch bricht sich Reinhold das Bein. Nur mit Hilfe seines Bruders und der beiden Stewardessen überlebt er den Ausflug.
Svenja Reventlow entdeckt unter den Besuchern der Niagarafälle zufällig ihren Mann Edgar, der sich vor zehn Jahren nach einer Betrugsaffäre nach Kanada abgesetzt hatte. Mit Hilfe von Viktor Nemetz begibt sie sich auf die Suche und stellt schließlich fest, dass Edgar in Kanada ein zweites Leben begonnen hat und hier glücklich mit einer indianischen Frau und einem kleinen Sohn lebt.